# Pfarrhaus Geismar (Frankenberg)
Das Pfarrhaus in Geismar, einem kleinen Stadtteil von Frankenberg (Eder) im nordhessischen Landkreis Waldeck-Frankenberg in Hessen, befindet sich im Südwesten der Ortslage unmittelbar westlich der Martinskirche und ist über die von der Bundesstraße 253 abzweigenden Straßen Teichberg und Louisendorfer Straße erreichbar.

## Beschreibung
Das Pfarrhaus Geismar steht auf einem Vorgängerbau der einen Scheunenanbau hatte und nach einem Bericht des damaligen Pfarrers Daniel Schüler im Jahr 1613 in einem sehr schlechten Zustand war. Erst im Jahr 1692 entschloss man sich auf den alten Kellermauern einen Neubau zu errichten der im Jahr 1783 mit einer neuen Scheune ergänzt wurde. Mitte des 19. Jahrhunderts war dieser Bau ebenfalls in einem schlechten baulichen Zustand und man beschloss einen weiteren Neubau des Pfarrhauses durchzuführen, ungeachtet von Protesten aus der Gemeinde. Dieser Neubau konnte im Jahr 1863 fertiggestellt werden und wies viele Baumängel auf, so dass im Jahr 1867 der Einsturz der Stubendecke, sowie im Jahr 1870 des Einbrechen des Küchenbodens zu beklagen war. Trotz alle Mängel blieb das Pfarrhaus bis heute erhalten.
Das Gebäude ist an der Nordwestecke des Kirchhofs als lang gestrecktes Fachwerkhaus mit einem stumpfwinkligen Grundriss und drei unterschiedlich alten Steinsockeln errichtet worden. Der älteste Sockel stammt noch aus der frühen Neuzeit, daran anschließend wurde an der Rückseite im Erdgeschoss ein Bruchsteinsockel mit Eckquaderung aus dem 17. Jahrhundert angefügt und der jüngste Sockel wurde im westlichen Teil aus großen Sandsteinen in regelmäßigem Verband aufgemauert. Darüber wurde in Fachwerkbauweise das nach außen schlichte Pfarrhaus mit teilweise verschieferter Fassade und geschosshohen Streben ausgeführt. Im westlichen Teil befindet sich ein Zwerchhaus mit Rundbogenfenstern und einer mittig erschlossenen Freitreppe mit Eingangstür. 
Das Pfarrhaus mit der Adresse Teichberg 12 in Geismar ist im Denkmalverzeichnis des Landesamts für Denkmalpflege Hessen als Kulturdenkmal aus geschichtlichen und städtebaulichen Gründen eingetragen.